# Anita Lindblom
Anita Eleonora Lindblom (* 14. Dezember 1937 in Gävle, Gästrikland; † 6. September 2020 in Frankreich) war eine schwedische Schauspielerin, Tänzerin und Sängerin.

## Biografie und künstlerisches Wirken
Da Anita Lindbloms Mutter Elsy Lindblom bei der Geburt erst 17 Jahre alt war, wuchs sie überwiegend bei ihrer Großmutter Edit auf. Sie erhielt Klavier- und Ballettunterricht und wurde 1954 als Tänzerin für eine Tournee des Södra Teatern engagiert. Bei einer weiteren Tournee für die Casinorevyn lernte sie den 20 Jahre älteren Tänzer Sven Lykke kennen. Zwischen beiden entstand eine Liebesbeziehung, aus der 1955 ihr Sohn Jörgen hervorging. Die Ehe wurde 1959 geschieden.
Nach diversen Auftritten in Revuen und Theaterstücken erhielt die Künstlerin einen Schallplattenvertrag. Mit der schwedischen Version von Edith Piafs Welterfolg Milord hatte Anita Lindblom 1961 ihren ersten Hit. Es folgten weitere erfolgreiche gecoverte Schallplattenaufnahmen – wie beispielsweise Lili Marlene, Lille man oder Gigi. Ihr größter Erfolg war die ebenfalls 1961 erschienene und 600.000 mal verkaufte Single Sån´t är livet, eine Coverversion des Hits You Can Have Her von Bill Cook.
Als erste Schallplatte in Deutschland erschien 1962 Sån´t är livet unter dem Titel Laß die Liebe aus dem Spiel/Ein bißchen Mut. Mit dieser Single erreichte sie im Mai 1962 Platz 13 der deutschen Hitparade. Fortan gehörte Anita Lindblom, die wegen ihrer einprägsamen tiefen Stimme als die Tochter der Zarah Leander bezeichnet wurde, neben Lill-Babs, Vivi Bach, Lill Lindfors und Siw Malmkvist mit zur ersten Generation der Sängerinnen, die seinerzeit als Skandinavien-Export in Deutschland Karriere machten. Die Sex-Katze aus Schweden, ein Attribut mit dem sich Anita Lindblom nicht einverstanden erklärte, war oft Gast bei den damaligen großen Fernsehshows: Hallo Paulchen, Hotel Victoria, Musik aus Studio B, Strandgeflüster u. a.
Mitte der 1960er Jahre wurde es in Deutschland stiller um Anita Lindblom, die 1963 von dem Label Fontana Records zu Philips, dann zu Metronome Records gewechselt war. Ihr Comeback-Versuch 1968 mit der deutschen Version von Patty Pravos Hit La Bambola sowie der LP Musik (S)exklusiv mit Anita Lindblom scheiterte. Daraufhin zog sich die Künstlerin vom deutschen Schlagermarkt zurück und konzentrierte sich ausschließlich auf ihre Karriere im skandinavischen Raum.
In Schweden erreichte Lindblom zwischen 1962 und 1975 27 Platzierungen in der Hitparade Svensktoppen, darunter sechs Nummer-eins-Hits: Lite sentimental 1964–1965, Minns du den sången 1968, Kring de små husen i gränderna vid hamnen 1968, Säg ja, cherie 1969–1970, En dans på rosor 1971 und Livet har så mycket gott att ge 1971–1972. Sie war beim Film, Radio und Fernsehen sowie in Revuetheatern eine viel beschäftigte Frau. In elf Filmen spielte sie Hauptrollen, zwei erschienen auch in Deutschland. Im Jahre 1968 wurde die Künstlerin in ihrem Heimatland zur Frau des Jahres gekürt und erhielt als beste Entertainerin die Anna Lisa verliehen, den sogenannten schwedischen Oscar.
Von 1966 bis 1970 war Lindberg mit dem Boxer Bo („Bosse“) Högberg verheiratet. Schwierigkeiten mit der schwedischen Finanzbehörde waren der Grund für ihre Übersiedlung nach Frankreich, wo sie ab und zu als Sängerin auftrat und ihre Memoiren, mit dem Titel Anita, verfasste. Von 1969 bis 1977 lebte Anita Lindblom in Paris, anschließend bis zu ihrem Tod in der Nähe von Cannes. Zwischen 1976 und 1982 war sie noch mehrfach in Schweden, um in Revuen mitzuwirken und LPs aufzunehmen, konnte aber an die früheren großen Erfolge nicht mehr anknüpfen.
Zu ihrem 60. Geburtstag erschien beim Label Bear Family Records eine CD mit den großen deutschen Erfolgen der schwedischen Künstlerin – (Lass die Liebe aus dem Spiel BCD 15977 AH) 1998.

## Diskografie (Auswahl)

### Singles (Auswahl)
- Laß die Liebe aus dem Spiel / Ein bißchen Mut (fontana 1962)
- So charmant ist nur er / Kann denn Liebe Sünde sein? (fontana 1962)
- Schade um die Nacht / No, No, Amigo (fontana 1962)
- Du kannst so wunderbar lügen / Männer sind knapp (fontana 1962)
- Dankeschön / Hey – hey! Genauso muß ein Mann sein (Philips 1963)
- Cigaretts / Warum muß Liebe so schwer sein (Philips 1963)
- Sonne Mond und Sterne / Liebe (Philips 1963)
- Dafür will ich keine Rosen / Die Liebe ist kein Spiel (Philips 1963)
- La Bambula / Weisse Perlen (Metronome Records 1968)

### LPs (Auswahl)
- Musik (S)exklusiv mit Anita Lindblom (Philips 1965)
- Anita Lindblom singt schwedische Volkslieder (Metronome Records 1966)
- Ich habe Liebe zu verschenken (fontana spezial 1967)

## Filmografie
- 1957: Räkna med bråk
- 1957: Åsa-Nisse i full fart
- 1958: Jazzgossen
- 1958: Mannequin in Rot (Mannekäng i rött)
- 1960: Tonårsdags med Lasse Lönndahl (Fernsehfilm)
- 1962: Vi fixar allt
- 1963: Tre dar i buren
- 1963: Strandgeflüster (Fernsehfilm)
- 1964: Die Jungfrau in der Hängematte (Blåjackor)
- 1964: Tre dar på luffen
- 1966: 30 pinnar muck
- 1970: Eine schwedische Liebesgeschichte (En kärlekshistoria)
- 1974: Rännstensungar